# Sonny Anderson
Anderson da Silva Nilmar (Goiatuba, 19 de setembro de 1970), mais conhecido como Sonny Anderson, é um ex-futebolista brasileiro que atuava como centroavante.

## Carreira como jogador

### Clubes
Revelado nas categorias de base do XV de Jaú, subiu aos profissionais no ano de 1988. No Brasil também atuou no Vasco da Gama e no Guarani, de onde foi contratado pelo Servette, da Suíça, em 1992. Após passar pelo futebol francês, onde vestiu as camisas do Olympique de Marseille e do Monaco, foi contratado pelo Barcelona em 1997 por um valor recorde de 20 milhões de euros. Posteriormente atuou em clubes como Lyon, Villarreal, Al-Rayyan e Al-Gharafa.

### Aposentadoria
Anunciou oficialmente sua aposentadoria no dia 1 de março de 2006, quando atuava pelo Al-Gharafa, do Catar.

## Seleção Nacional
Tido como uma grande promessa da Seleção Brasileira nas categorias Sub-17 e Sub-20, o atacante representou o Brasil no Campeonato Mundial Sub-16 de 1987, no Campeonato Sul-Americano Sub-20 de 1988 e na Copa do Mundo FIFA Sub-20 de 1989.
Já pela Seleção Brasileira principal, teve a convocação cotada para a Copa do Mundo FIFA de 1998 quando estava no auge da sua carreira, mas não foi chamado pelo técnico Zagallo. Três anos depois, esteve na lista dos 23 convocados por Emerson Leão para a Copa das Confederações FIFA de 2001.

## Carreira como treinador
Após se aposentar dos gramados, trabalhou como embaixador do Lyon e foi treinador dos atacantes profissionais do clube. Iniciou sua carreira de treinador no modesto Neuchâtel Xamax, da Suíça, em junho de 2011. Foi demitido pouco mais de um mês depois, no dia 25 de julho, devido aos maus resultados.

## Vida pessoal
Anderson é irmão mais novo do também futebolista Toninho, ex-meio-campista que passou por Portuguesa, Guarani, Flamengo, Vasco da Gama e atuou na Seleção Brasileira em 1989.

## Títulos
Vasco da Gama
- Torneio de Metz (França): 1989
- Troféu Ramón de Carranza: 1989
- Campeonato Brasileiro: 1989
- Taça Guanabara: 1990
- Taça Adolpho Bloch: 1990

Servette
- Superliga Suíça: 1993–94

Monaco
- Ligue 1: 1996–97

Barcelona
- La Liga: 1997–98
- Copa do Rei: 1997–98
- Supercopa da Europa: 1997

Lyon
- Copa da Liga Francesa: 2000–01
- Ligue 1: 2001–02 e 2002–03
- Supercopa da França: 2002

Villarreal
- Copa Intertoto da UEFA: 2003 e 2004

### Prêmios individuais
- Artilheiro da Superliga Suíça: 1992–93 (20 gols)
- Melhor jogador estrangeiro do Superliga Suíça: 1992–93
- Artilheiro da Ligue 1: 1995–96 (21 gols), 1999–00 (23 gols) e 2000–01 (22 gols)
- Melhor Jogador da Ligue 1: 1996–97[10]
- Artilheiro da Copa da UEFA: 2003–04 (7 gols)